# Catostomus commersonii
Catostomus commersonii е вид лъчеперка от семейство Catostomidae. Видът не е застрашен от изчезване.

## Разпространение
Разпространен е в Канада и САЩ.